# Rozhodující úder
Rozhodující úder (v anglickém originále Split Decisions) je americký kriminální sportovní film z roku 1988, který režíroval David Drury a ve kterém hráli Craig Sheffer, Jeff Fahey a Gene Hackman.

## Děj
Ve východní části New Yorku se boxerský trenér Danny McGuinn snaží připravit jednoho ze svých synů, Eddieho, aby získal šanci bojovat na olympijských hrách, zatímco jeho druhý syn, Ray, se zapletl s pochybnými muži z organizovaného zločinu. Poté, co je Ray zabit, Eddie zjistí, že do bratrovy smrti byl zapletený boxer soupeře Pedroza, a vyzve ho na souboj v naději, že se mu pomstí. Eddie Pedrozu po tvrdém souboji porazí a film končí vítěznými oslavami zbývajících McGuinnů.